# Bénovie
Bénovie – rzeka we Francji, przepływająca przez tereny departamentów Gard oraz Hérault, o długości 23 km. Stanowi dopływ rzeki Vidourle.